# Мемулан
Мемула́н (перс. معمولان‎) — небольшой город на западе Ирана, в провинции Лурестан. Входит в состав шахрестана Поль-Дохтар. На 2006 год население составляло 7 633 человека.

## География
Город находится в центральной части Загроса, на высоте 874 метров над уровнем моря.
Мемулан расположен на расстоянии приблизительно 40 километров к юго-западу от Хорремабада, административного центра провинции и на расстоянии 32 километров к северо-востоку от Поль-э Дохтара.

## Знаменитые уроженцы
- Эбрахим Мирзапур — вратарь сборной Ирана по футболу.